# Сорокина, Нина Ивановна
Ни́на Ива́новна Соро́кина (13 мая 1942, Электросталь, Московская область — 8 октября 2011, Москва) — советская российская балерина, балетный педагог. Народная артистка СССР (1987).

## Биография
Нина Сорокина родилась 13 мая 1942 года в городе Электросталь Московской области.
В 1961 году окончила Московское хореографическое училище (ныне Московская государственная академия хореографии) по классу С. Н. Головкиной. Её одноклассницей была Н. И. Бессмертнова.
Обеих девочек приняли в балетную труппу Большого театра, где Нина совершенствовала своё мастерство под руководством М. Т. Семёновой. Постоянным сценическим партнёром балерины стал её супруг Ю. К. Владимиров.
В 1988 году, как и Наталья Бессмертнова, была выведена на пенсию, но, в отличие от неё, продолжая выступления по контракту, не вернулась в театр.
Работала репетитором гастрольной группы «Звёзды Большого балета». С 1993 года стала педагогом Московской балетной школы под руководством М. Л. Лавровского, впоследствии получившего статус Московского государственного хореографического училища имени Л. М. Лавровского. С 2000 года — педагог балетмейстерского факультета ГИТИСа.
Скончалась на 70-м году жизни 8 октября 2011 года в Москве после тяжелой болезни. Урна с прахом захоронена в могиле родителей на 7-м участке Кунцевского кладбища).
«Мы замечательно работали и дружили не только во время репетиций спектаклей, но и в жизни. Нина была очень техничной, легкой и как бы воздушной балериной. И она дарила своим партнерам и зрителям радость от общения с большим искусством.» — сказал Борис Акимов

### Семья
- Муж — Юрий Кузьмич Владимиров (1942–2025), артист балета, педагог. Народный артист СССР (1987).

## Награды и звания
- I премия III Международного конкурса артистов балета в Варне (Болгария, 1966)
- I премия I Всесоюзного конкурса новых хореографических номеров в Москве (1969)
- I премия Международного конкурса артистов балета в Москве (1969)
- Заслуженная артистка РСФСР (1970)
- Народная артистка РСФСР (1975)
- Народная артистка СССР (1987)
- Премия Ленинского комсомола (1972) — за высокое исполнительное мастерство, большой вклад в развитие советского хореографического искусства
- Орден «Знак Почета» (1976)
- Приз «Золотые звёзды» как «Лучшей балетной паре» (вместе с Ю. Владимировым) Международного фестиваля танца в Париже (1969)
- Почётная грамота Президиума Верховного Совета Азербайджанской ССР (1970)[5]

## Репертуар (основные партии)
- 1961 — «Шопениана» на музыку Ф. Шопена, хореография М. Фокина — Одиннадцатый вальс, Седьмой вальс и Прелюд
- 1962 — «Пламя Парижа» Б. Асафьева, хореография В. Вайнонена — Жанна
- 1962 — «Жизель» А. Адана, редакция Л. Лавровского — Вставное па де де
- 1963 — «Класс-концерт» на музыку А. Глазунова, А. Лядова, А. Рубинштейна, Д. Шостаковича, балетмейстер А. Мессерер — Солистка (первая исполнительница)
- 1963 — «Спящая красавица» П. Чайковского, редакция Ю. Григоровича — Фея Щедрости и Фея Бриллиантов (первая исполнительница)
- 1963 — «Подпоручик Киже» на музыку С. Прокофьева, балетмейстеры О. Тарасова и А. Лапаури — Перо
- 1963 — «Золушка» С. Прокофьева, хореография Р. Захарова — Фея Весна
- 1963 — «Раймонда» А. Глазунова, редакция Л. Лавровского — Вторая вариация в картине «Сон»
- 1963 — «Спящая красавица» П. Чайковского, редакция Ю. Григоровича — Фея Смелости
- 1964 — «Геологи» Н. Каретникова, балетмейстеры В. Василёв и Н. Касаткина — Девушка (первая исполнительница)
- 1964 — «Лауренсия» А. Крейна, балетмейстер В. Чабукиани — Лауренсия
- 1965 — «Весна священная» И. Стравинского, балетмейстеры В. Василёв и Н. Касаткина — Избранница (первая исполнительница)
- 1965 — «Спящая красавица» П. Чайковского, редакция Ю. Григоровича — Принцесса Флорина
- 1966 — «Щелкунчик» П. Чайковского, балетмейстер Ю. Григорович — Маша
- 1967 — «Асель» В. Власова, балетмейстер О. Виноградов — Асель
- 1967 — «Конёк-Горбунок» Р. Щедрина, балетмейстер А. Радунский — Водяница
- 1969 — «Спящая красавица» П. Чайковского, редакция Ю. Григоровича — Принцесса Аврора
- 1969 — «Дон Кихот» Л. Минкуса, хореография А. Горского — Китри
- 1971 — «Икар» С. Слонимского, балетмейстер В. Васильев — Девушка (первая исполнительница)
- 1971 — «Спартак» А. Хачатуряна, балетмейстер Ю. Григорович — Фригия
- 1972 — «Анна Каренина» Р. Щедрина, балетмейстеры Н. Рыженко, В. Смирнов-Голованов и М. Плисецкая — Кити (первая исполнительница)
- 1974 — «Озарённость» А. Пахмутовой, балетмейстеры Н. Рыженко и В. Смирнов-Голованов — Любимая (первая исполнительница)
- 1974 — «Каменный цветок» С. Прокофьева, балетмейстер Ю. Григорович — Хозяйка Медной горы
- 1977 — «Чиполлино» К. Хачатуряна, балетмейстер Г. Майоров — Редисочка (первая исполнительница)
- 1978 — «Эти чарующие звуки» на музыку Дж. Торелли, А. Корелли, Ж. Ф. Рамо и В. А. Моцарта, балетмейстер В. Васильев — Классическое па де де (первая исполнительница)
- 1978 — «Иван Грозный» на музыку С. Прокофьева, балетмейстер Ю. Григорович — Анастасия
- 1978 — «Паганини» на музыку С. Рахманинова, балетмейстер Л. Лавровский — Муза
- 1980 — «Гусарская баллада» Т. Хренникова, балетмейстер Д. Брянцев — Шура Азарова
- 1980 — «Любовью за любовь» Т. Хренникова, балетмейстер В. Боккадоро — Геро
- 1986 — «Эскизы» на музыку А. Шнитке, балетмейстер А. Петров — Незнакомка

## Фильмография
- 1964 — «Секрет успеха» (музыкальный фильм)
- 1967 — «Сочинение танцев» (документальный фильм)
- 1970 — «Молодой балет мира» (документальный фильм)
- 1970 — «Озорные частушки» (фильм-балет)
- 1971 — «Спящая красавица» (фильм-балет)— Аврора
- 1973 — «Хореографические новеллы» (фильм-балет)
- 1974 — «Анна Каренина» (фильм-балет) — Кити
- 1980 — «Большой балет» (фильм-концерт)
- 1981 — «Эти чарующие звуки…» (фильм-балет)
- 1982 — «Танцуют Нина Сорокина и Михаил Лавровский» (фильм-концерт)

Участие в фильмах
- 1969 — Молодой балет мира (документальный)